# Église réformée hongroise en Amérique
 (avril 2023).
Si vous disposez d'ouvrages ou d'articles de référence ou si vous connaissez des sites web de qualité traitant du thème abordé ici, merci de compléter l'article en donnant les références utiles à sa vérifiabilité et en les liant à la section « Notes et références ».
La Hungarian Reformed Church in America (HRCA - Église réformée hongroise en Amérique) est une église réformée présente aux États-Unis, principalement parmi les Hongro-Américains. Elle rassemble plus de 10 000 personnes dans trois districts. Comme dans l'Église réformée hongroise, chacun des districts est dirigé par un évêque. Elle est membre de l'Alliance réformée mondiale (ARM).

## Historique
Cette église est d'abord née comme une mission de l'Église réformée hongroise en 1904. Puis elle fut organisée en deux districts en 1912. Après l'éclatement de l'Autriche-Hongrie, les paroisses décidèrent de s'affilier à l'Église presbytérienne des États-Unis (aujourd'hui Presbyterian Church). 
Cependant, trois congrégations refusèrent ce transfert et formèrent la Free Magyar Reformed Church (Église réformée magyare libre) en 1924. Cette église a pris son nom actuel en 1954.